# NGC 4930
NGC 4930 é uma galáxia espiral barrada (SBb) localizada na direcção da constelação de Centaurus. Possui uma declinação de -41° 24' 41" e uma ascensão recta de 13 horas, 04 minutos e 05,1 segundos.
A galáxia NGC 4930 foi descoberta em 8 de Junho de 1834 por John Herschel.